# مبارك السعدي
مبارك السعدي (من مواليد 28 فبراير 1988-)، لاعب كرة قدم عماني يحمل الجنسية القطرية. لعب سابقاً مع أندية الغرافة ولخويا والخريطيات والأهلي و الخور والسيلية والمرخية.

## روابط خارجية
- مبارك السعدي على موقع Soccerway.com (الإنجليزية)